# Rhythm of Love (песня Алёны Ланской)
«Rhythm of Love» (Ритм любви) — песня белорусской певицы Алёны Ланской, с которой она первоначально планировала представить Беларусь на конкурсе песни «Евровидение-2013». Авторы песни: Леонид Ширин, Юрий Ващук (музыка), Алексей Ширин (слова). Песню для конкурса Алёна записывала в Швеции в студии, которая принадлежит экс-вокалисту легендарной группы «ABBA» Бенни Андерссену.
Песня была выбрана 7 декабря 2012 года в ходе Национального отборочного тура конкурса песни «Евровидение-2013». Песня получила высший балл как от телезрителей, так и от профессионального жюри.
5 марта 2013 года стало известно, что Алёна Ланская поменяла песню «Rhythm of Love» на новую «Solayoh».